# Ann E. Ward

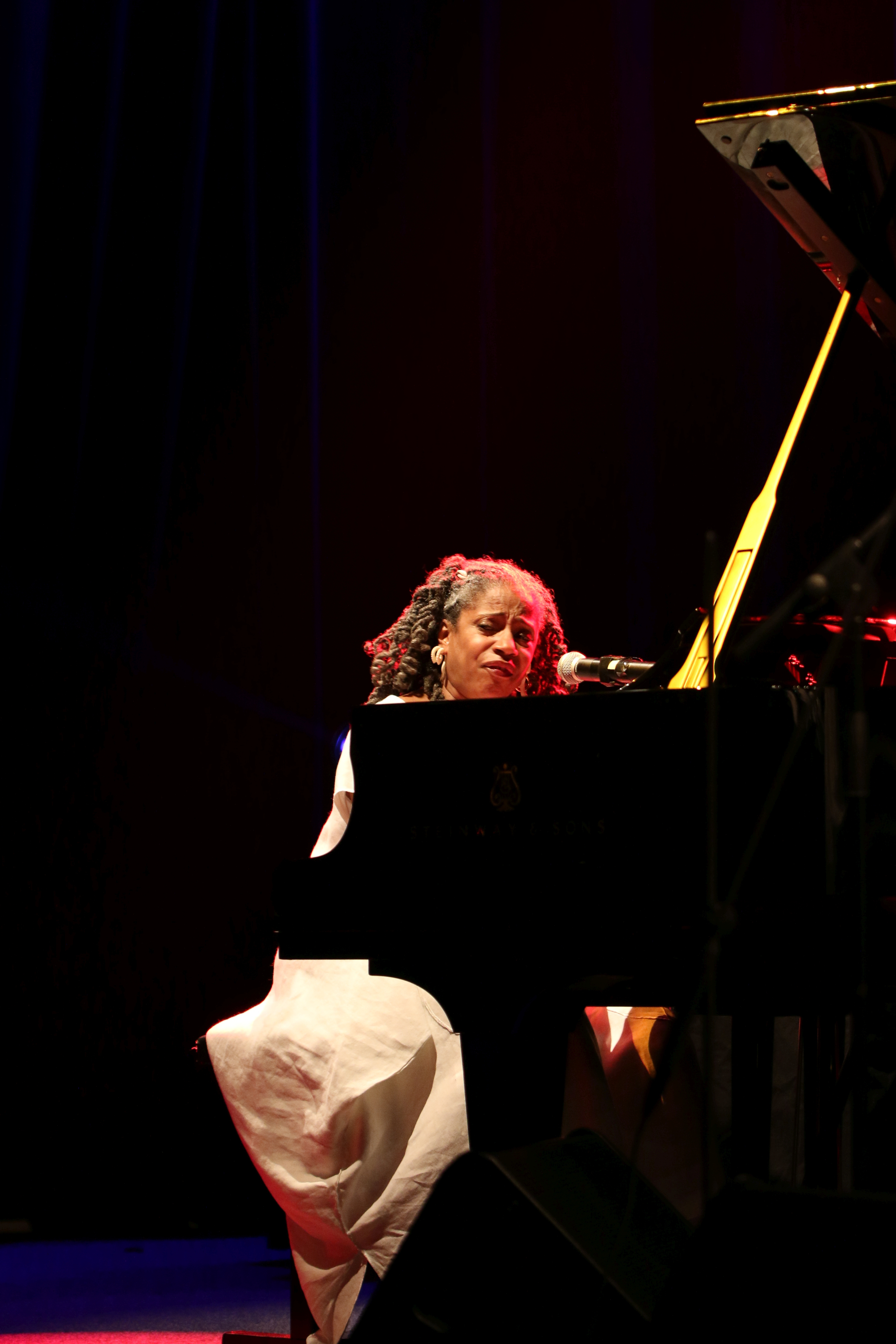
Ann E. Ward (2015)

Ann E. Ward (* 1949 in Chicago; † 18. Juli 2016 ebendort) war eine US-amerikanische Jazzmusikerin (Piano, Gesang, Perkussion, Komposition) und Musikpädagogin. Sie war in ihrer Heimatstadt Chicago seit 1981 Mitglied in der Musikervereinigung Association for the Advancement of Creative Musicians (AACM).

## Leben und Wirken
Ward stammte aus einer musikalischen Familie und begann mit vier Jahren mit dem Klavierspiel. Ihre Karriere begann sie als Konzertpianistin im Chicago Musical College der Roosevelt University. Nach dem Abschluss ihrer Kompositionsstudien an der Kentucky State University, wo Frederick Tillis sie förderte, trat sie drei Jahre lang als Sängerin mit Ken Chaneys Band Experience auf, mit der sie 1976 auch auf Europatournee war. Sie arbeitete dann sowohl als Pianistin als auch als musikalische Leiterin für Chicagoer Theaterkompagnien wie Steppenwolf und North Light. Sie gehörte zu der Frauenband Samana um Shanta Nurullah und Nicole Mitchell. Im AACM wurde sie Mitglied des Great Black Music Ensemble, in dem sie u. a. mit Dee Alexander, Douglas Ewart, George Lewis, Nicole Mitchell, Mwata Bowden und Ed Wilkerson auftrat. Sie unterrichtete im kulturwissenschaftlichen Programm der Betty Shabazz International Charter Schools in der South Side Chicagos und fungierte als Leiterin der Kirchenmusik der Chatham Bethlehem Presbyterian Church. Ehrenamtlich war sie außerdem als Leiterin der AACM School of Music auf dem Campus der Chicago State University tätig.
Im Bereich des Jazz war sie 2009/10 an zwei Aufnahmesessions  beteiligt, mit der Flötistin Janice Misurell-Mitchell (Uncommon Time: Music for Voice, Flute and Percussion) und dem AACM Great Black Music Ensemble auf einem Livemitschnitt vom Umbria Jazz Festival 2009 (u. a. mit Ernest Dawkins, Tomeka Reid, Art Turk Burton). 2015 trat sie als Teil des AACM Vocal Ensemble (mit Dee Alexander, Taalib-Din Ziyad, Saalik Ziyad) auf dem Deutschen Jazzfestival in Frankfurt auf.